# Hugo Aberastegui
Hugo Raúl Aberastegui (Rosario, 28 de septiembre de 1941) es un ex remero argentino. Participó en los Juegos Olímpicos de Montreal 1976, donde fue abanderado de la delegación argentina en la ceremonia de apertura.

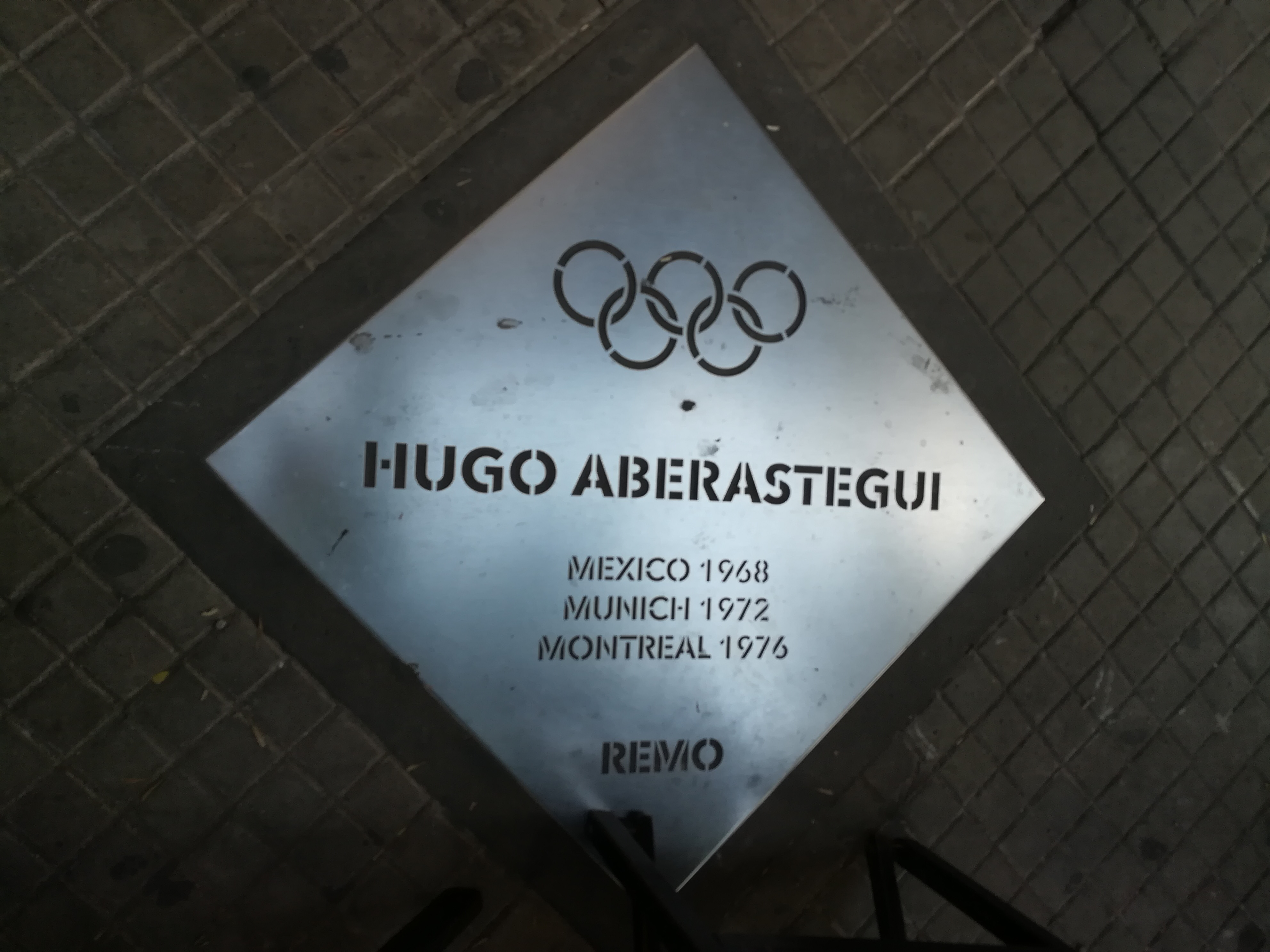
Placa homenaje a Aberastegui en el Paseo de los Olímpicos de Rosario.

## Biografía
Fue remero del Club de Regatas de Rosario entre 1962 y 1976, siendo luego su representante ante la Asociación Argentina de Remo. Alí también fue miembro del Consejo Directivo, titular de la comisión técnica y selección y jefe de la delegación en los campeonatos sudamericanos de remo en São Paulo (1985) y Mar del Plata (1995).
Participó en los Juegos Olímpicos de México 1968, Múnich 1972 y Montreal 1976. Su mejor resultado fue en 1968 donde llegó en segundo lugar en la final "B", en el evento de cuatro con timonel. En 1972 quedó quinto puesto en la final B y en 1976, cuarto. También participó en el Campeonato Europeo de Remo de 1971 en Copenhague, Dinamarca, quedando en el segundo puesto de la final B.
En los campeonatos argentinos ganó 18 veces, en los campeonatos rioplatenses seis, en los campeonatos sudamericanos 12 y en los campeonatos panamericanos, dos. También participó en un campeonato mundial de remo, quedando en el quinto puesto de la final A.
Recibió el «Premio Panathlon al Deportista Ejemplar» y fue galardonado por la revista El Gráfico. En 1972 obtuvo el Premio Olimpia como «remero del año».